# Lena Constante
Lena Constante (Boekarest, 18 juni 1909 - november 2005) was een Roemeens schrijver, memoirist, essayist, collagist, kunstschilder, tapijtkunstenaar en decorontwerper.
Ze was een vriend van communistisch politicus Lucreţiu Pătrăşcanu en werd jarenlang gevangengezet en gemarteld vanwege haar inmenging in het conflict tussen Pătrăşcanu en Gheorghe Gheorghiu-Dej.
Ze trouwde in 1963 met de musicoloog Harry Brauner en ze was een schoonzuster van de kunstschilder Victor Brauner.

## Levensloop
Constante was een dochter van een Aroemeense journalist van Macedonische komaf die met een Roemeense vrouw was getrouwd. Haar gezin verliet de stad tijdens de Duitse bezetting in de Eerste Wereldoorlog, waardoor Lena een groot deel van haar jeugd doorbracht in Iași, Cherson, Odessa, Londen en Parijs.
Na afloop van de oorlog studeerde ze schilderkunst aan de kunstacademie in Boekarest. Hier ontwikkelde ze vriendschappen met verscheidene intellectuelen en hield ze zich bezig met politiek linkse sociologische projecten op initiatief van Dimitrie Gusti, waarbij ze hielp in de vervaardiging van omvangrijke monografieën over de traditionele Roemeense samenleving. Door haar bezoeken aan verschillende dorpen werd ze bekend met traditionele volkskunst, in het bijzonder met de Roemeens-orthodoxe iconen die ze later gebruikte als inspiratie voor haar werk.
Constante exposeerde haar kunst voor het eerst in 1934 en hield solotentoonstellingen in 1935 en 1946. Haar laatste expositie voordat ze gearresteerd werd hield ze in 1947 in Ankara, Turkije.
Na 1945 werkte ze als decorontwerper voor het nieuwe marionetten- en poppentheater Ţăndărică, waar ze Elena ontmoette, de vrouw van de politicus Lucreţiu Pătrăşcanu. Begin 1946 besloot Pătrăşcanu, toen minister van Justitie, zich te mengen in de afzettingsstrijd van de Roemeense koning Michaël onder aanvoering van Petru Groza. Met de hulp van Constante benaderde hij de twee bekende anticommunisten Victor Rădulescu-Pogoneanu en Grigore Niculescu-Buzeşti, in een poging zich te verzekeren van hun steun voor een politiek compromis. De inmenging van Pătrăşcanu leidde tot diens veroordeling en executie in 1954, tijdens het begin van de repressieve periode in Roemenië.
Door toedoen van onderdirecteur van de geheime dienst Securitate, Alexandru Nicolschi, werden ook Constante, haar vriend Brauner en een aantal anderen betrokken in de politieke processen. In 1954 werd Constante veroordeeld tot twaalf jaar gevangenisstraf.
Tijdens ondervragingen door de Securitate probeerde Constante valse beschuldigingen van titoïsme en landverraad af te weren. Onder druk van zware mishandeling, zoals slaag en het uittrekken van haar haren met wortel en al, gaf ze uiteindelijk alle beschuldigingen toe. Constante werd de meeste tijd opgesloten in volledige afzondering en werd ook in de jaren na haar bekentenissen mishandeld en gemarteld. In 1962 werd ze vervroegd vrijgelaten in het kader van een algemene amnestieregeling. In 1963 trouwde ze met Brauner, die ook was vrijgelaten. Beiden werden gerehabiliteerd tijdens de campagne van Nicolae Ceaușescu, die de geschiedenis onder Gheorghiu-Dej in 1968 onderzocht.
Constante exposeerde haar werk daarna nog over tapijtkunst en collages tijdens twee gelegenheden in 1970 en 1971.

## Autobiografie
Een jaar na de Roemeense Revolutie van 1989 bracht ze een autobiografie in het Frans uit over haar drieduizend dagen in de Roemeense gevangenis, met de titel L'évasion silencieuse. Het boek werd ook vertaald in het Roemeens en enkele jaren later in het Engels. Drie jaar later schreef ze nog een autobiografie, met de Engelse titel The Impossible Escape.
- (fr) 1990: L'evasion Silencieuse: Trois Mille Jours, Seule, Dans Les Prisons Roumaines, ISBN 978-2707119605
  - (ro) 1990: Evadarea tacuta. 3000 de zile in inchisorile din Romania
  - (en) 1995: The Silent Escape - Three Thousand Days in Romanian Prisons, ISBN 978-0520082090
- (ro) 1993: Evadarea imposibila : penitenciarul politic de femei Miercurea Ciuc 1957-1961, ISBN 978-9739132695
  - (en) The Impossible Escape. The Political Prison for Women in Miercurea Ciuc 1957-1961".

## Filmografie
In 1997 speelde ze zichzelf in de film Nebunia Capetelor van Thomas Ciulei die gebaseerd is op The Silent Escape.

## Erkenning
Haar autobiografie werd onderscheiden met meerdere prijzen, waaronder van de Association des Ecrivains de Langue Française en de Roemeense Lucian Blaga-prijs.
- Biblioteca Nacional de España: XX4840433
- Bibliothèque nationale de France: cb12169294r (data)
- Gemeinsame Normdatei: 123439345
- International Standard Name Identifier: 0000 0000 8158 8133
- Library of Congress Control Number: n91050641
- Nationale Bibliotheek van Tsjechië: jo2014831349
- Nationale Bibliotheek van Israël: 987007271146505171
- Nederlandse Thesaurus van Auteursnamen: 261807021
- RKD-Nederlands Instituut voor Kunstgeschiedenis: 482057
- Système universitaire de documentation: 030233453
- Virtual International Authority File: 79070323
- WorldCat: E39PBJrcjc9bXyw8wV3T3rbPQq